# Enéas de Gaza
Enéas de Gaza (m. ca. 518) foi um filósofo neoplatônico e um cristão convertido, ativo no final do século V. No diálogo intitulado "Teofrasto", ele faz alusão a Hiérocles de Alexandria como sendo seu professor, além de mencionar em suas cartas outros escritores que sabemos que viveram no final do século V e início do VI, como Procópio de Gaza.

## Vida e obras
Como todos os cristãos neoplatônicos, Éneas estimava Platão acima de Aristóteles, ainda que seu conhecimento sobre a doutrina do primeiro tenha sido adquirido através do ensino tradicional e do estudo de obras apócrifas de Platão, e não, pelo menos não de maneira extensiva, do estudo dos Diálogos[carece de fontes?]. Como Sinésio, Nemésio de Emesa e outros, ele encontrou no neoplatonismo o sistema filosófico que melhor se adequava à revelação cristã. Mas, ao invés deles, ele rejeitava algumas das mais características doutrinas do neoplatonismo como sendo inconsistentes com o dogma cristão. Por exemplo, ele rejeitava a doutrina da pré-existência (segundo a qual a alma de um homem existe antes da união com o corpo), argumentando que ela, antes da união, teria ficado "à toa", incapaz de exercer nenhuma de suas faculdades:947. De maneira similar, ele rejeitava também a doutrina da duração eterna do mundo, argumentando que o mundo é corpóreo e que mesmo o melhor dos "mecanismos" contém em si mesmo os elementos de sua dissolução:958 spp. Finalmente, ele ensinou que o "o corpo do homem é composto de matéria e forma" e que, enquanto a matéria perece, a "forma" do corpo retém seu poder de ressuscitar a "matéria" no último dia:982 spp